# بخش بروش کریک (شهرستان سیوتو، اوهایو)
بخش بروش کریک (به انگلیسی: Brush Creek Township) یک منطقهٔ مسکونی در ایالات متحده آمریکا است که در شهرستان سیوتو، اوهایو واقع شده‌است.
 بخش بروش کریک ۱۳۰٫۹ کیلومتر مربع مساحت و ۱٬۱۹۹ نفر جمعیت دارد و ۲۲۴ متر بالاتر از سطح دریا واقع شده‌است.